# Bakari-öböl
A Bakari-öböl (horvátul: Bakarski zaljev) egy tengeröböl Horvátországban, Tengermellék-Hegyvidék megyében, Fiumétól délre, az Adriai-tengerben, a Kvarner-öbölben. 

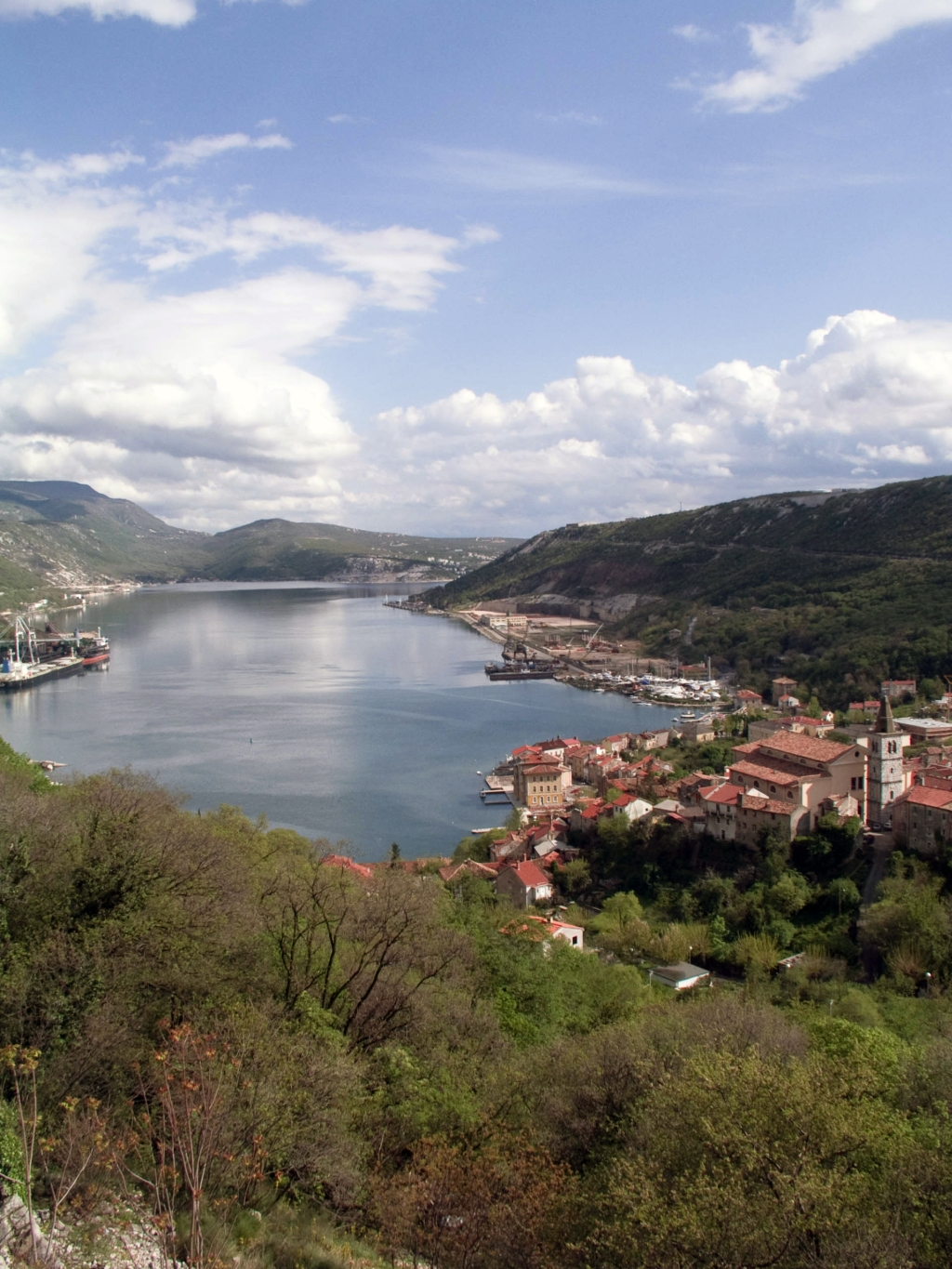
A Bakari-öböl látképe

## Leírása
A Bakari-öböl a Horvát tengermellék legnagyobb öble. 4,6 km hosszú és legfeljebb 1,1 km széles, mélysége 40 méter. Az északnyugat-délkeleti irányú Vinodoli-völgy része. A Fiumei-öböllel 0,3 km széles tengeri átjáró köti össze. Földtani szempontból az öböl a Vipava-Fiume flismedencében fekszik, amely a Vipava-Fiume-Bakar-Vinodol vonal mentén húzódik. Az öbölben 2 település található, északon Bakar, délen pedig Bakarac városa. Az öböl kijáratánál található Kraljevica városa. Az Adriai-tenger partján az öböl mentén halad az adriai főút. Az eredeti út közvetlenül Bakaron át vezetett. Jelenleg a város feletti lejtőn halad. A várost övező magaslatok felett vezették el az A7-es autópályát.
A Bakar-öböl arról a nagy szennyezésről is ismert volt, amelyet a 20. század végén bezáró bakari kokszolóüzem hozott létre.
Az öbölbe csak olyan teherhajók úszhatnak be, amelyek teherbírása legfeljebb 100 000 BRT.

## Története
Az első világháború idején a k. u. k. Haditengerészet egyik fő haditengerészeti bázisa a Bakari-öböl kijáratánál fekvő Portorében, a mai Kraljevicában volt. A kikötő könnyen ellenőrizhető elhelyezkedése ellenére az olaszoknak 1918. február 10-én sikerült motorcsónakokkal megtámadniuk Bakart. Ezt a katonai akciót később Olaszországban nacionalista módon eltúlozták, noha az akcióban nem sikerült számottevő olasz sikert elérni.

## Gazdaság
Az öbölben a középkor óta a halászatból éltek, különösen a tonhalat halászták. Bakarac faluban még mindig láthatunk három felújított, lejtős fa létrát, amelyeket a parton állítottak fel, és az 1980-as évekig a halászok számára figyelőpontként szolgáltak. A tonhalrajok májusban és augusztus/szeptemberben úsztak be az öbölbe. A tonhalak rajai fölött a víz jellegzetes formában hullámzott. Valamikor Bakar halászai nemcsak a közeli Fiumét, hanem Triesztet, sőt Velencét is ellátták tonhallal. A túlhalászás miatt ez a halászati forma ma már nem éri meg.
A második világháború után a kikötő és az ipar szisztematikus terjeszkedése jelentős fellendüléshez vezetett Fiume kikötőjében. A kikötő területén kialault helyhiány miatt a kikötői funkciókat a környező területre osztották fel. 1965-ben az Industrija nafte (INA) társaság Bakar térségében olajfinomítót épített.
1969-ben az érckikötőt, 1978-ban pedig a szénkikötőt helyezték át Fiuméből a Bakari-öbölbe. Az olajkikötő a Krk szigetén lévő Omišalji-öbölbe települt (JANAF), ahonnan 7,2 km hosszú olajvezeték vezet a fiumei olajfinomítóhoz. Ez a várostól 12 kilométerre délre található, és 3,5 négyzetkilométeres területtel rendelkezik Kostrena és Bakar településen, és hajóval, közúton és vasúton is elérhető. A finomító saját kikötővel, hajógyárral és tengeri létesítményekkel rendelkezik áruk, nyersolaj, kőolajtermékek és kőolajszármazékok szállítására. Az INA finomítóban a következő termékeket állítják elő: cseppfolyósított propán-bután gáz, benzin, motorbenzin, kerozin, repülési turbinaüzemanyag, kerozin, dízel üzemanyag, fűtőolaj, dieselolaj, bitumen, koksz, folyékony kén, alapolajok, autóipari és ipari kenőanyagok, kenőzsírok és paraffin.
Az 1990-es évek végéig Bakarban volt egy kokszoló üzem is, amelyet azóta bezártak. A hegyi lejtőkön még számos terasz látható, amelyek már nincsenek használatban, ahol korábban szőlőtermesztést folytattak pezsgő előállításához. A Bakarska Vodica habzóbor még mindig létezik, de ma már nem Bakarból származik.

## Fordítás
Ez a szócikk részben vagy egészben  a   Bakarski zaljev című horvát Wikipédia-szócikk ezen változatának fordításán alapul.  Az eredeti cikk szerkesztőit annak laptörténete sorolja fel. Ez a jelzés csupán a megfogalmazás eredetét és a szerzői jogokat jelzi, nem szolgál a cikkben szereplő információk forrásmegjelöléseként.

Ez a szócikk részben vagy egészben  a   Bucht von Bakar című német Wikipédia-szócikk ezen változatának fordításán alapul.  Az eredeti cikk szerkesztőit annak laptörténete sorolja fel. Ez a jelzés csupán a megfogalmazás eredetét és a szerzői jogokat jelzi, nem szolgál a cikkben szereplő információk forrásmegjelöléseként.